# Česká šipková organizace
Česká šipková organizace (ČŠO) sdružuje hráče klasických šipek v České republice. Byla založena 17. listopadu 1991 v Bratislavě.

## Činnost
Každoročně pořádá turnajový okruh Český pohár, Mistrovství České republiky mužů, žen, žáků, juniorů, veteránů, párů a družstev, mezinárodní turnaj Czech Open započítávaný do světového žebříčku WDF a celostátní ligu družstev s vrcholným turnajem Mistrovstvím ČR družstev. Pořádá mezinárodní turnaj družstev Gamlin Cup. 

## Členství v organizacích
ČŠO byla od roku 2008 přidruženým členem ČSTV. Změnou stanov ČSTV v roce 2011 toto členství ztratila.
Od roku 2016 je ČŠO uznaným zástupcem šipkového sportu Českým olympijským výborem.
ČŠO je od roku 1992 řádným členem World Darts Federation (WDF), která zastřešuje více než 70 šipkových svazů z celého světa. ČŠO vysílá reprezentanty na turnaje světové úrovně (World Masters, World Championship, World Cup, Europe Cup) a může pořádat mezinárodní turnaj Czech Open, jehož výsledky se započítávají do celosvětového žebříčku.
WDF se v současnosti[kdy?] snaží stát členem Mezinárodního olympijského výboru a je členem organizace sdružujících sportovní svazy Globální asociace mezinárodních sportovních federací a AIMS, s cílem prosadit šipky v budoucnosti jako olympijský sport.

## Předsedové
| #  | Jméno a příjmení | Ve funkci    |
| -- | ---------------- | ------------ |
| 1. | Martin Kopecký   | 1991–1997    |
| 2. | Jiří Tomanec     | 1997–2004    |
| 3. | Jan Přikryl      | 2004–2022    |
| 4. | Martin Votava    | od roku 2022 |